# Aleksandr Postnikov
Aleksandr Aleksejević Postnikov (Kaunas, 1880 – Kaunas, 19 de juny de 1925) va ser un esperantista rus i activista de l'Esperanto. Va ser capità de la Guàrdia Russa, aristòcrata i cavaller de moltes ordres. Va participar en 28 batalles durant la guerra russo-japonesa. L'any 1909 Postnikov va fundar la Lliga esperantista russa i va reviure el diari esperantista rus. Organitzà i celebrà el primer congrés d'esperantistes rus l'any 1910 a Sant Petersburg. El 1911 va ser detingut i acusat d'espionatge. El 26 d'agost de 1911, la Sentència del Tribunal de Districte de Guerra de Petersburg va declarar el veredicte: Postnikov va ser privat de tots els graus i condecoracions i va ser condemnat a 8 anys de presó.